# Боснійські піраміди

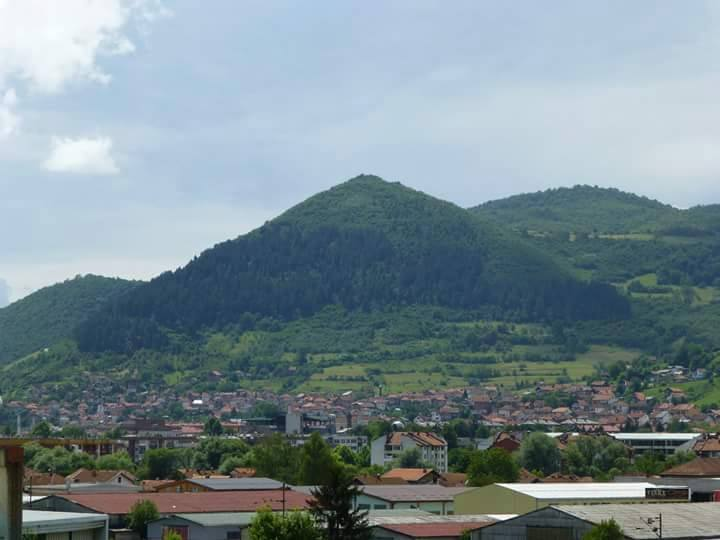
Гора Височиця

43°59′33″ пн. ш. 18°10′21″ сх. д. / 43.99250° пн. ш. 18.17250° сх. д.
Боснійські піраміди — геологічні утворення поблизу боснійського міста Високо на північний захід від Сараєво, що в першому десятилітті XXI ст. стали відомі через псевдонаукову сенсацію в світовій пресі. В ЗМІ описувалися як рукотворні «піраміди», хоча насправді мова йде про природні флетайрони. Сліди людської діяльності, пов'язаної з їх спорудженням, відсутні, згідно з незалежними дослідженнями. Крім того, геологи піддали критиці владу Боснії за підтримку псевдонаукової сенсації.

## Історія
Гора Височиця заввишки 219 м, дійсно за формою нагадує піраміду. Ідея про те, що вона приховує під собою давню рукотворну споруду, належить боснійському псевдоархеологу, письменнику і ковалю-любителю Семіру Османагичу.
У квітні 2005 року, перебуваючи в Боснії для реклами своїх книг, Османагич вирішив відвідати місцевий музей і гору Височиця, на вершині якої містяться руїни резиденції середньовічних королів Боснії. Він зауважив, що гора схожа на піраміду, і дійшов висновку, що сторони піраміди орієнтовані на сторони світу. Османагич отримав дозволи на розкопки в цьому регіоні, видобув кілька кернів та написав нову книгу «Боснійська піраміда Сонця», де стверджував, що в Боснії є прихована «ступінчаста піраміда», творцями якої були «давні європейці». Потім він створив некомерційний фонд під назвою «Археологічний парк: Боснійська піраміда Сонця», що дозволило шукати фінансування для запланованих розкопок і консерваційних робіт.
В результаті проведених ним розкопок він виявив «мощені площі і тунелі», «кам'яні блоки» і «древній цемент». Османагич стверджував, ніби в його розкопках брали участь фахівці з багатьох країн: Австралії, Австрії, Ірландії, Шотландії та Словенії. Однак на ділі з'ясувалося, що багато археологів, на імена яких він посилався, колись дали згоду брати участь в його розкопках, але в реальності на них не приїхали. Розкопки почалися Османагичем у квітні 2006, причому в їх ході форма гори зазнала зміни таким чином, щоб нагадувати ступінчасту піраміду.
Після того, як колишній прем'єр-міністр Малайзії Махатхір Мохамад відвідав це місце в липні 2006 року, надійшло більше внесків на додаток до пожертвувань на фонд Османагича. Крістіан Шварц-Шиллінг, колишній високий представник міжнародного співтовариства в Боснії та Герцеговині, відвідав це місце в липні 2007 року, а потім заявив, що «був здивований тим, що я побачив перед очима, і фактом існування таких споруд у Боснії та Герцеговині». Численні виступи Османагича на телебаченні зробили його національною знаменитістю. У червні 2009 року його зробили іноземним членом Російської академії природничих наук. Повідомлення про «піраміди» отримали наслідування. В липні 2008 року офіційні особи села Болєвац, Сербія, заявили, що команда, надіслана Османагичем, підтвердила наявність піраміди під місцевою горою Ртань.
До червня 2016 року Османагич завершив «археологічний парк» на одному з пагорбів, куди він залучає волонтерів; на місці проводяться сеанси медитації. Критиками справжності «пірамід» зазначається, що туристичний потік допоміг економіці міста Високо, постраждалому від Боснійської війни, що завершилася в 1995 році.
Повідомлення про нібито цілющі властивості тунелів під «пірамідами» зумовило потік туристів і охочих вилікуватися від COVID під час пандемії. Саме з такою метою місце відвідував у 2020 році тенісист Новак Джокович.
Про «піраміди» як реальні споруди писали такі видання, як австралійський журнал альтернативних новин «Nexus», BBC (з зауваженням, що це штучні споруди на думку Османагича, але без критики), український журнал «НВ».

## Псевдонауковий образ

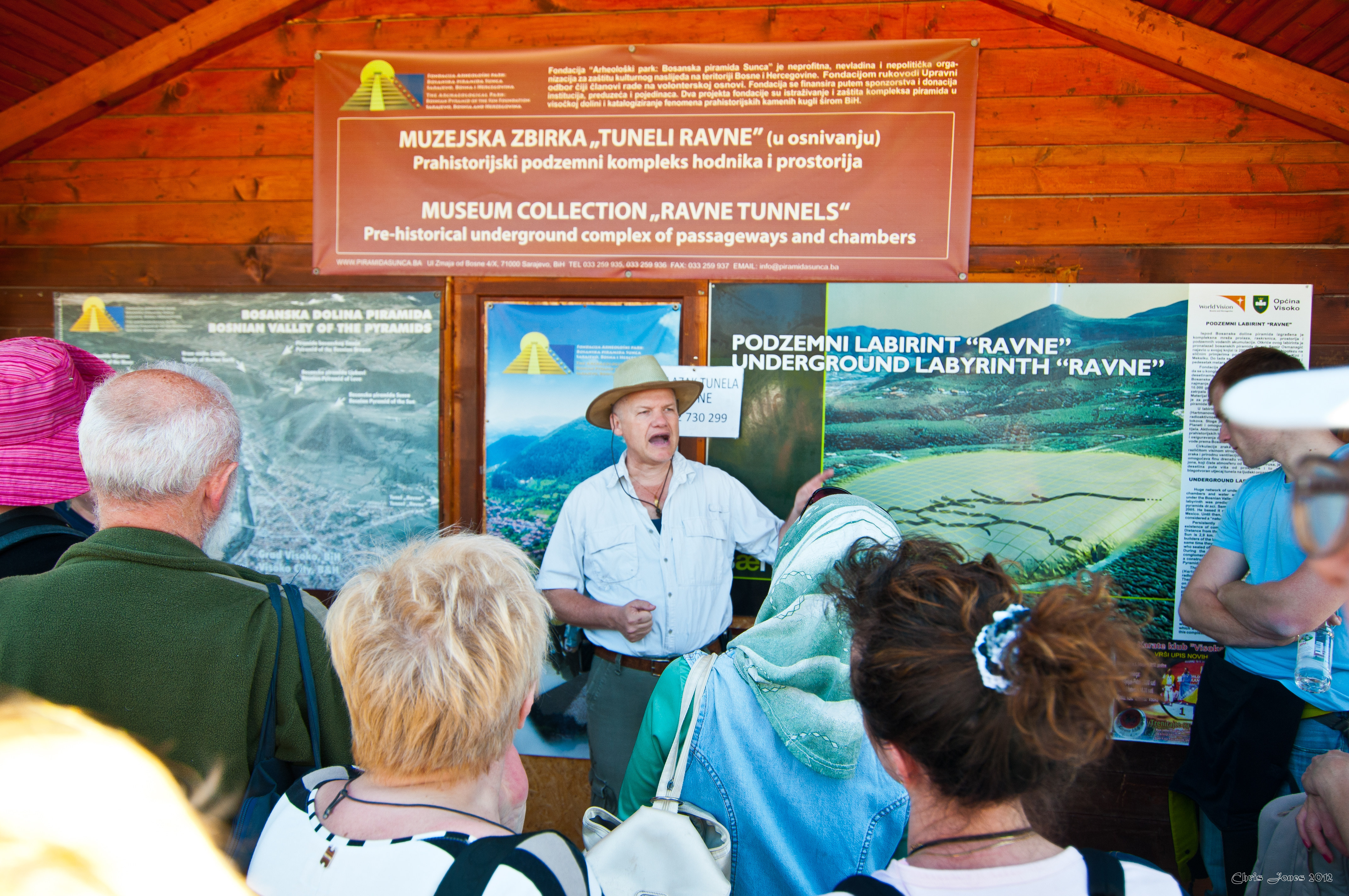
Семір Османагич розповідає про «піраміди»

Османагич називає гору Височиця «Пірамідою Сонця», а сусідню гору — «Пірамідою Місяця», найбільшою і найстарішою ступінчастою пірамідою на світі. Третя піраміда, за його словами, розміщена на сусідніх пагорбах. Усім їм приписується вік у 12 тис. років (в 2018 році Османагич змінив оцінку їхнього віку на 32 тис. років). За описом Османагича, «піраміди» виготовлені з відлитих бетонних блоків. Він поділяє припущення Джозефа Давідовіца, французького дослідника матеріалів, який у 1982 році висунув суперечливу гіпотезу — що блоки, з яких складаються єгипетські піраміди, відлиті з вапнякового бетону, а не вирізьблені. З часом перелік «пірамід» розширився навколишніми пагорбами, що отримали назви «Піраміда Дракона», «Піраміда Любові» та «Храм Землі». Османагич також стверджував, що знайшов підземні «тунелі» під «пірамідами». Османагич додав і інші деталі, як-от здатність «пірамід» випускати «промені енергії», завдяки яким «інформація миттєво переміщується з одного кінця галактики в інший» завдяки торсіонним полям. Простору в тунелях він приписував високу концентрація іонів, що нібито забезпечує цілющі властивості та навіть лікування від COVID.
Заяви Османагича відповідають твердженням сербського псевдоісторика Йована Деретича про те, що серби нібито є найдавнішим європейським народом, який домінував на континенті протягом тисячоліть.

## Критика
Геолог Роберт Шох з Бостонського університету, відгукнувся: «Те, що він [Османагич] знайшов, навіть не є незвичайним або вражаючим з геологічної точки зору… Це абсолютно просто і буденно». Те, що описується як штучні споруди, складається з того самого матеріалу, що й навколишній ландшафт: з шарів конголомерату, пісковика та глини. Пол Генріх, археолог-геолог з Університету штату Луїзіана, погодився з цією позицією: «Форма рельєфу, яку [Османагич] називає пірамідою, насправді досить поширена… у Сполучених Штатах їх називають „флетайрони“, і ви бачите їх багато на Заході». Він додає, що їх «сотні по всьому світу», включаючи «російські піраміди-близнюки» у Владивостоці. Журналіст та історик Колін Вударт зазначає, що для огляду високопоставленим особам, журналістам та численним туристам надано найбільш вражаючі ділянки, де природні камені більше схожі на штучні блоки. За його словами, «Віра в те, що Високо було колискою європейської цивілізації і що предки боснійців були майстерними будівельниками, які перевершили навіть стародавніх єгиптян, стала предметом етнічної гордості» після Боснійської війни.
Енвер Імамович з Університету Сареєво, колишній директор Національного музею в Сараєво, критикував розкопки Османагича: «Це еквівалент того, щоб дозволити мені, археологу, робити операції в лікарнях». Адже розкопки можуть зашкодити реальним середньовічним, римським та іллірійським залишкам. З цього приводу спільнота боснійських і інших європейських та американських геологів та археологів у 2006 році зверталася до ЮНЕСКО аби запобігти руйнуванню дійсних пам'яток.
Джошуа Гаммер, кореспондент «The New York Times», писав, що «Дехто сприймає заяви Османагича як доказ того, що вони є нащадками великої цивілізації» і це можна було б вважати нешкідливою фантазією, якби не наплив туристів до Високо під час пандемії COVID.

## Галерея

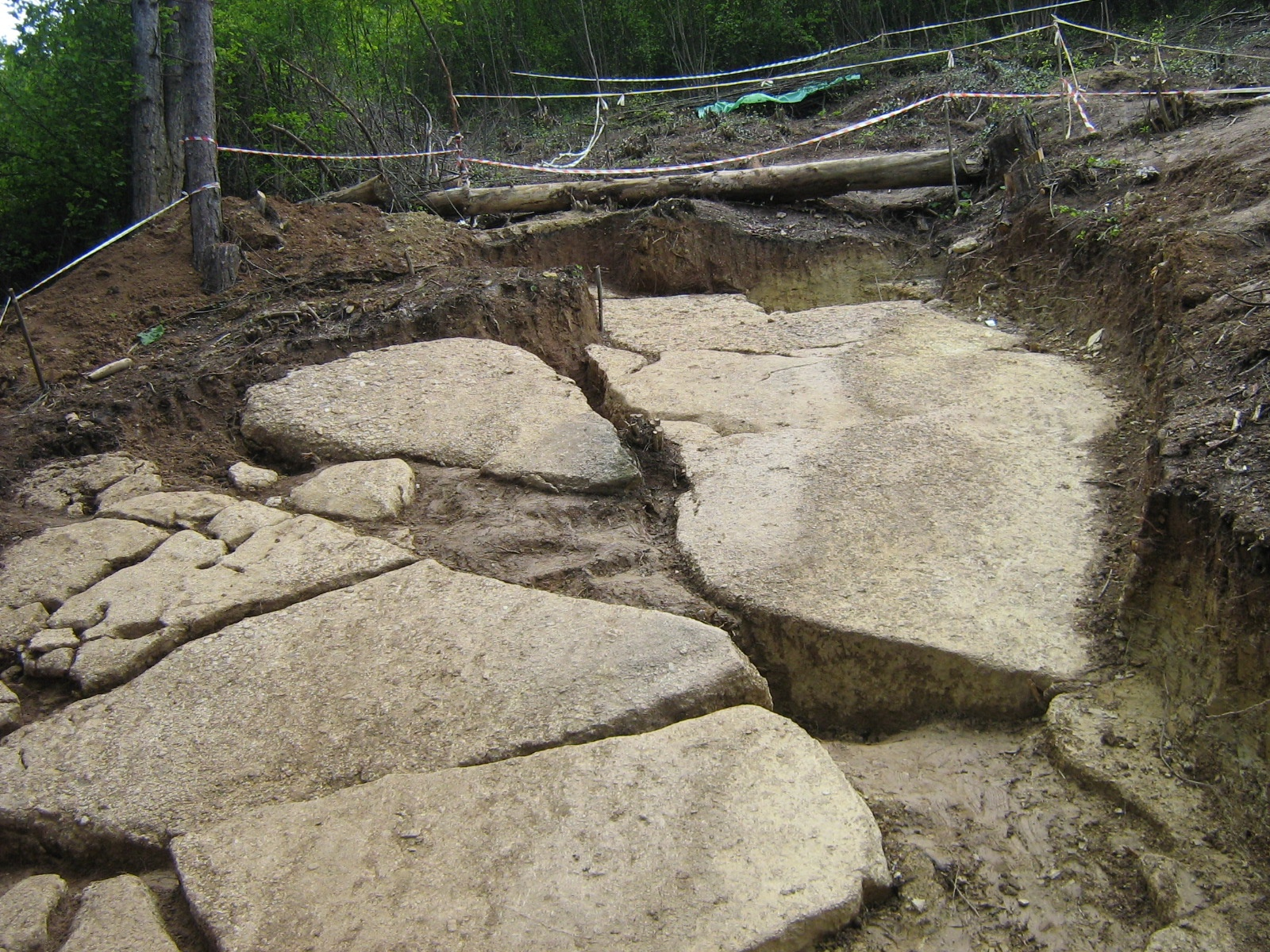
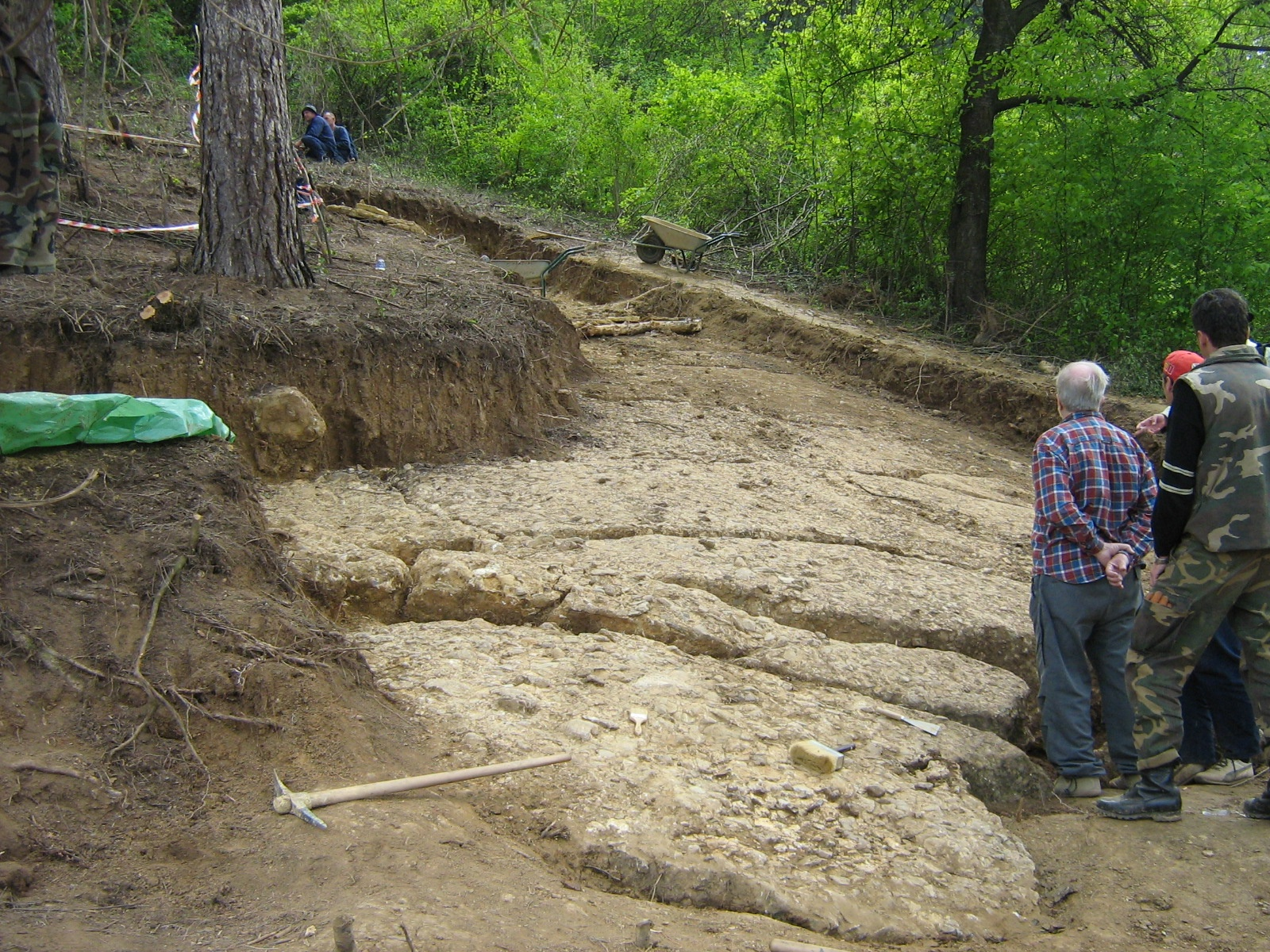
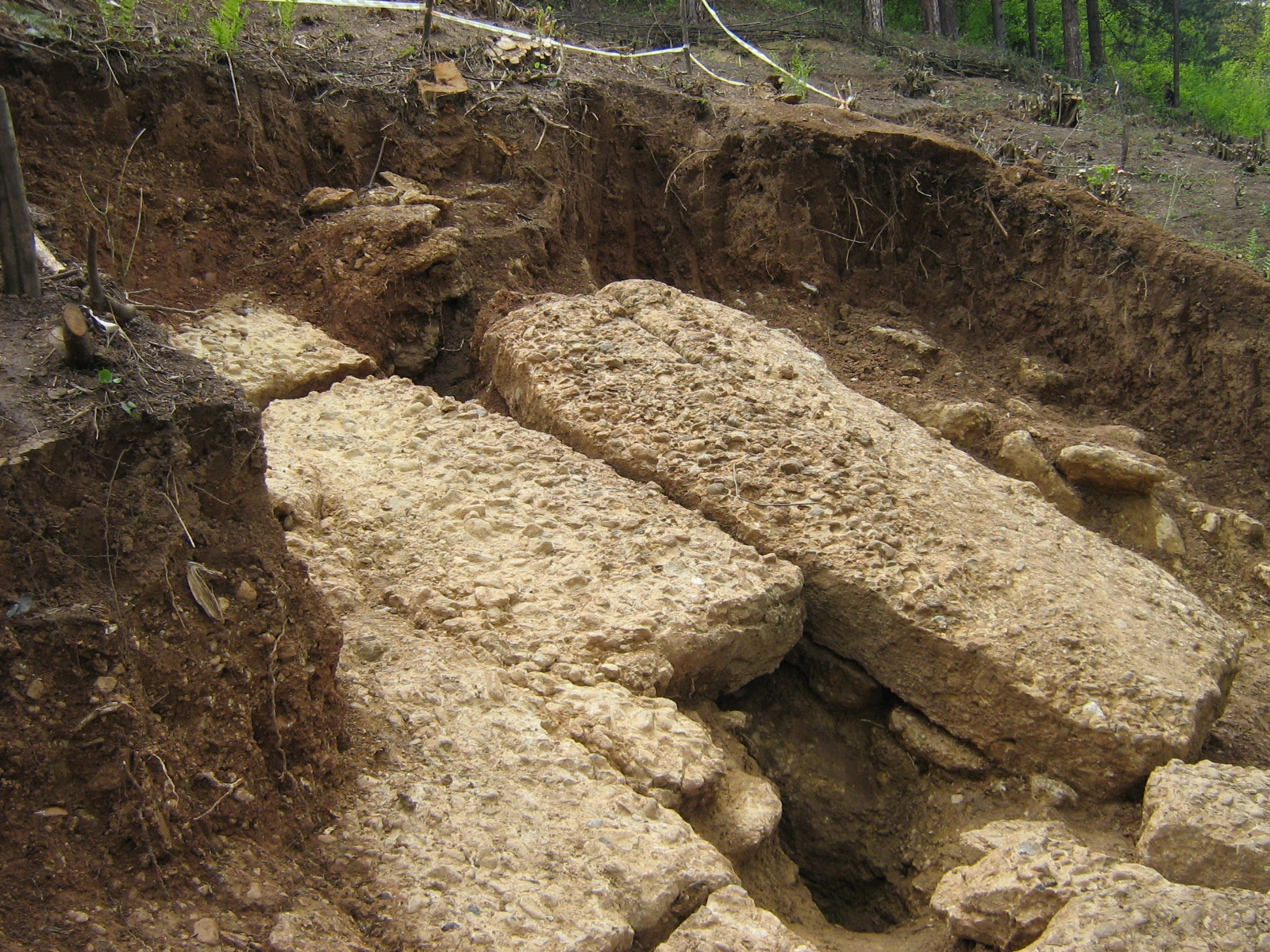
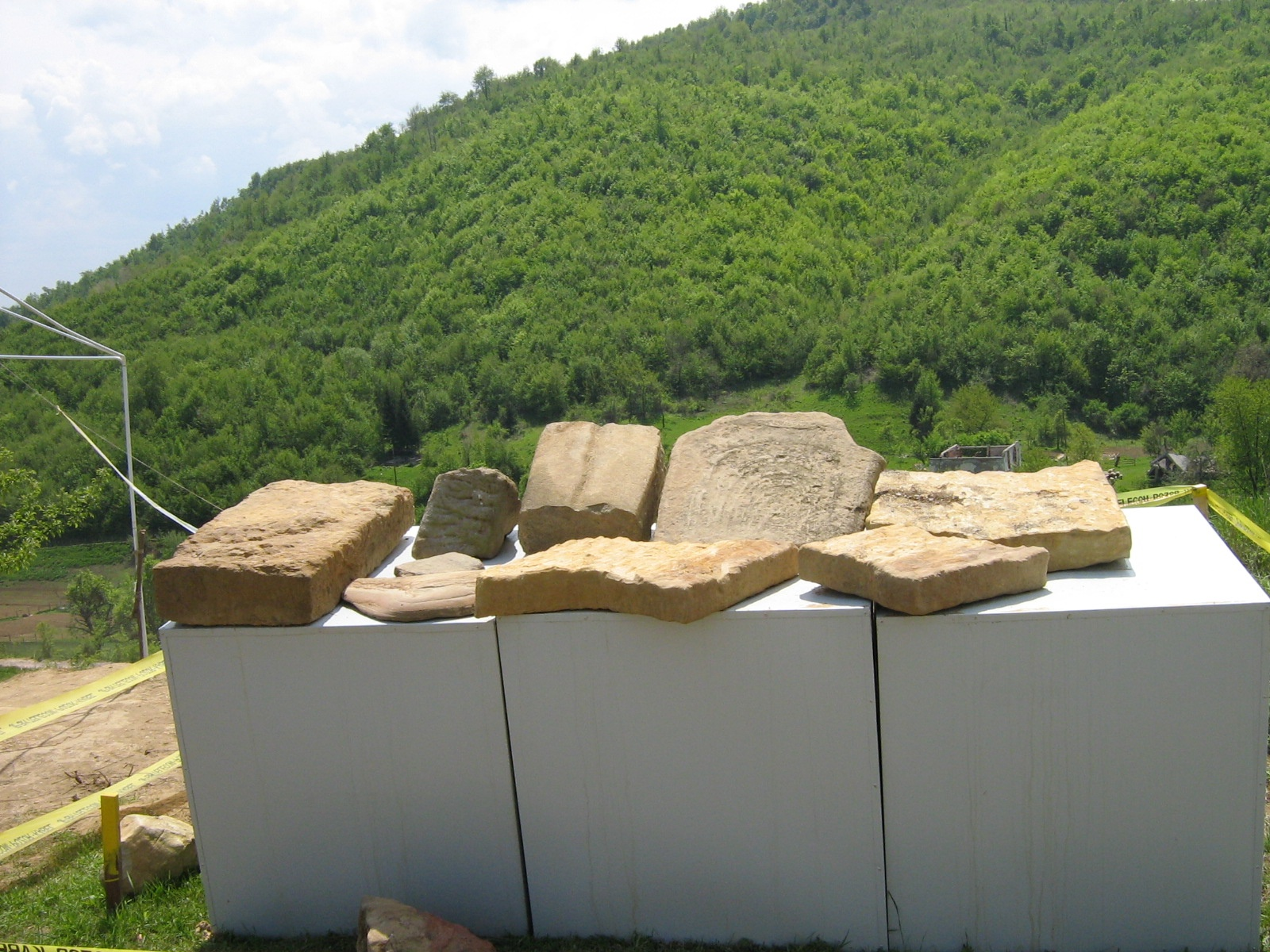
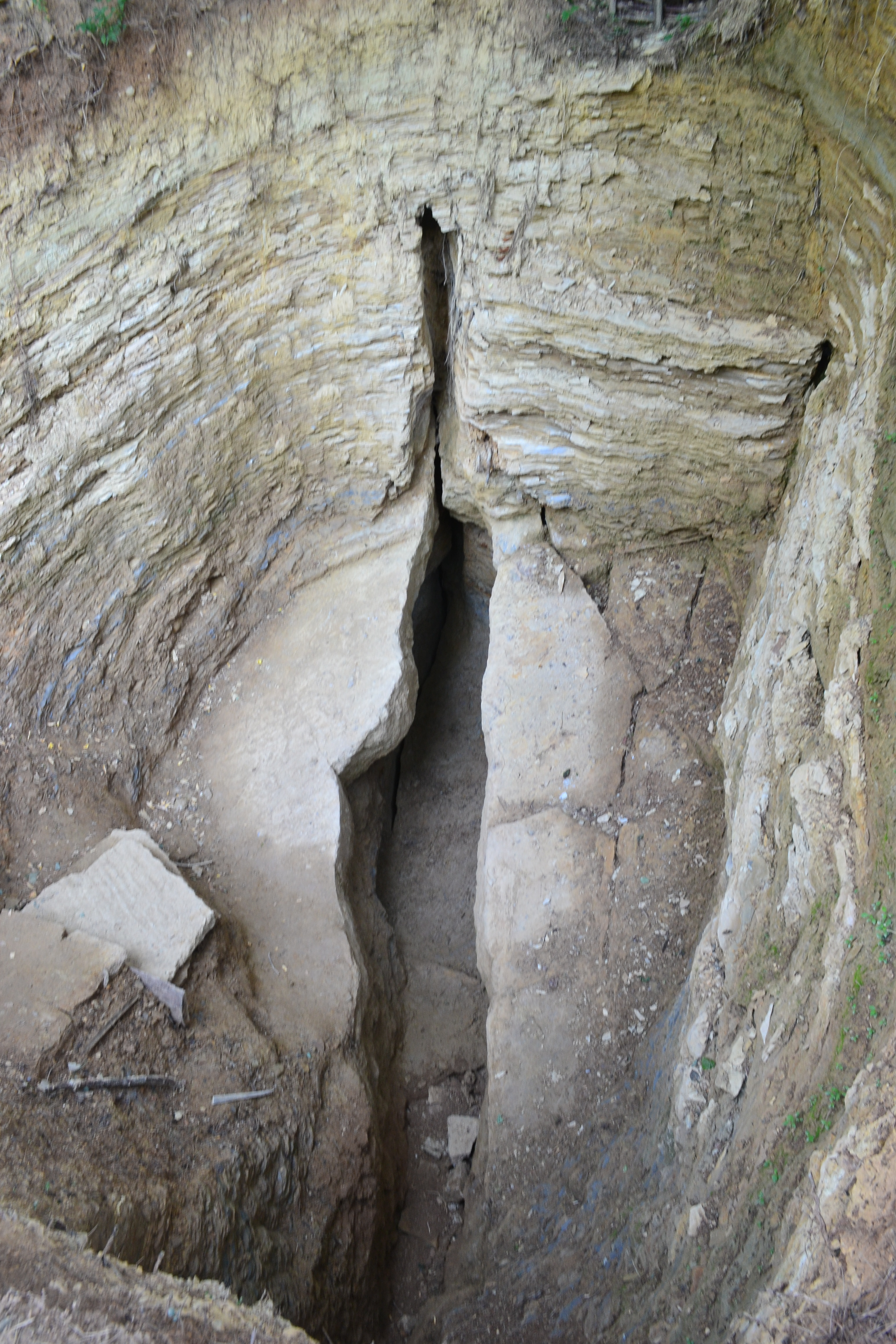